# Zin

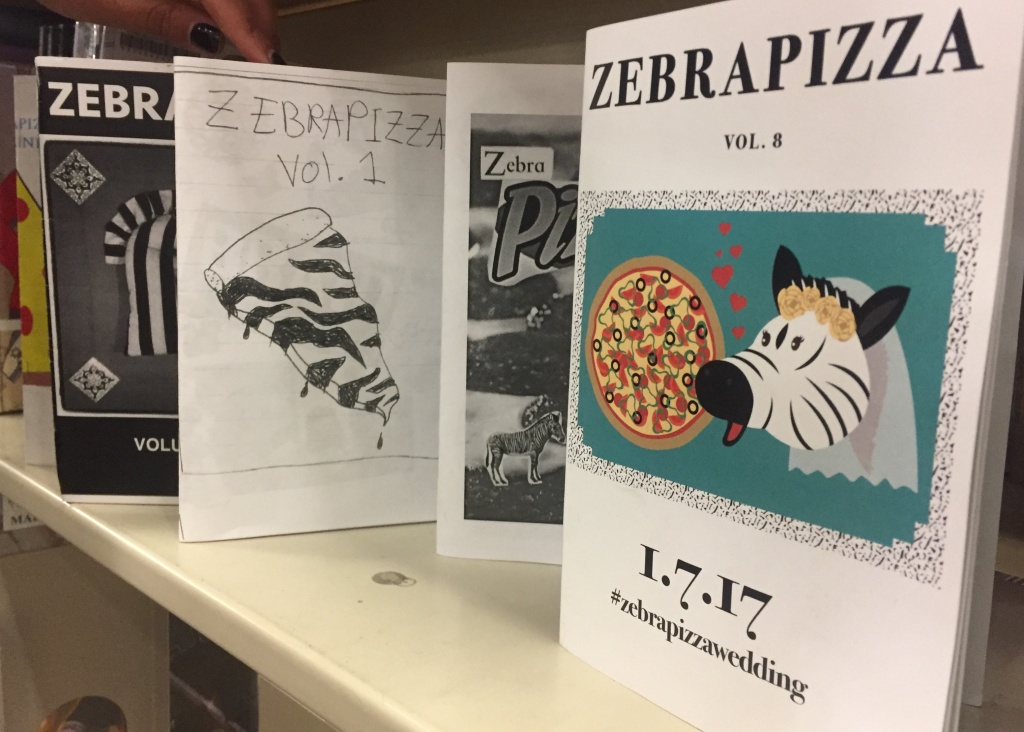
Zebrapizza zine w publicznej bibliotece w Los Angeles

Zin, fanzin (skrót od ang. fan magazine) – rodzaj nieprofesjonalnego pisma tworzonego przez osobę bądź grupę osób – miłośników jakiegoś tematu (np. muzyki, informatyki, literatury, fantastyki, gier fabularnych, ekologii, polityki), skierowane do osób podzielających owe zainteresowania.

## Gatunek
Wydawane są własnym nakładem, najczęściej nieregularnie. Ziny jako wydawnictwa niezależne, zazwyczaj dystrybuowane są w obiegu niezależnym i w niewielkich liczbach (od kilku do kilkuset egzemplarzy).
Powszechną techniką produkcji jest ksero, czasem wykorzystywane są techniki manualne (kaligrafia, malarstwo, rysunek) oraz wydruk komputerowy.
Wśród zinów wyróżnia się m.in. tzw. artziny, czyli formę zinów stanowiącą nośnik sztuki – np. koncentrujące się na prezentowaniu opowiadań, poezji, grafiki. Twórcy artzinów stosują różne techniki typu kolaż, ręczne nanoszenie graffiti typu szablonowego na kolejne egzemplarze, czy eksperymentalne próby językowo-obrazowe. W niektórych przypadkach poszukiwania nowych form prowadziły np. do nagrywania artzinów na kasety.
Zjawisko wydawania zinów szczególnie mocno zarysowało się w obrębie subkultur i kontrkultur, zwłaszcza wśród punków (patrz też hasło Do It Yourself). Później na większą skalę przyjęło się to również wśród kibiców (zwłaszcza piłkarskich) i pseudokibiców.
Ziny, z definicji niekomercyjne, są darmowe lub ich cena jest niewielka – służąca do pokrycia kosztów produkcji.
Czasem błędnie używa się również określenia zin lub e-zin w odniesieniu do komercyjnych magazynów rozsyłanych drogą e-mailową.
Zdarzają się również przypadki pism osiągających taki poziom merytoryczny lub edytorski, że trudno określić czy dany tytuł można określić jeszcze mianem zina. Przykładem może być niewydawany już, elektroniczny Magazyn Reporter (niekomercyjny, mimo skomercjalizowania serwisu, w ramach którego się pojawiał), Fahrenheit (najstarszy polski e-zin poświęcony literaturze fantastycznej), czy – w przypadku zinów „papierowych” – punkowe QQRYQ czy Pasażer. Wszystkie trzy tytuły z czasem nabrały formy profesjonalnej.
Na przełomie wieków, wraz z rozwojem mediów elektronicznych, blogów, social mediów, nastąpił gwałtowny spadek popularności zinów jako formy komunikacji subkulturowej. Jednak od drugiej dekady XXI wieku zauważyć można renesans formy zina, akcentujący druk, jako rodzaj alternatywnej komunikacji. Nowa fala zinów nadaje znaczenie użyciu papieru i rzemieślniczych lub artystycznych formy produkcji. Szczególnie popularne ziny stają się w środowiskach artystycznych, gdzie nastąpiła redefincja pojęcia „artzin” jako nowy rodzaj upublicznienia dzieła sztuki (alternatywny do formuły wystawy).

## e-zin
Elektroniczna forma zina to e-zin (określany również jako mag). E-ziny rozprowadzane są poprzez Internet, w przeszłości jednak rozsyłane były na dyskietkach za pośrednictwem tradycyjnej poczty. Pierwsze polskie e-ziny poświęcone były informacjom z tzw. „sceny komputerowej” – były to Kebab Commodore i Shadow Disk News (oba 1990). Przykładem dyskietkowego e-zinu był także publikowany w połowie lat 90., przez Wydawnictwo Lupus, miesięcznik Electra.
Innym przykładem e-zina może być demoscenowy magazyn Budyń, Measure lub Savage.
Obecnie e-ziny wychodzą głównie w formie HTML (spakowane do formatu ZIP), w formie PDF lub w formie programu wykonywalnego systemu Windows (*.EXE – coraz rzadziej).